# Rito Nacional Mexicano
Es constitueix el Rito Nacional Mexicano, sota el Gran Orient de Mèxic, el 22 d'agost de l'any de 1825, amb la finalitat expressa d'unificar als maçons mexicans i evitar al mateix temps la intervenció estrangera a l'Ordre i a la política mexicana, el 26 de març de 1826 es va fundar la Gran Lògia Nacional mexicana "la Llum", amb la conformació de les seves primeres cinc lògies simbòliques. No obstant això, el president Nicolás Bravo, maçó de ritu escocès, prohibeix per un breu període les societat secretes, prohibició destinada a les lògies yorkines i del Ritu Nacional Mexicà, totes elles més lliberals, però a causa d'un ràpid moviment del Gran Mestre del Rito Yorkino, Lorenzo de Zavala, les Lògies Yorkines es dissolen, tanmateix, el Ritu Nacional Mexicà s'escapa a aquesta persecució i segueix treballant en secret.
El 1865 el Ritu Nacional Mexicà va deixar de treballar "Per a la Glòria del Gran Arquitecte de l'Univers (G.A.D.U.)", i ho fa per " El triomf de la veritat i el progrés del gènere humà", de la mateixa manera, consta ja dels actuals nou graus, incloent-hi els tres primers graus simbòlics maçonics.
Un membre destacat d'aquest ritu va ser Benito Juárez García, polític liberal que arribaria a ser president de Mèxic al llarg període que va des de 1858 fins a la seva mort el 1872. No és clar l'origen de la seva iniciació; Martínez Zaldúa sosté que va ser iniciat en el Ritu de York a la lògia "Mirall de les Virtuts" entre 1833 i 1834, a la ciutat d'Oaxaca. Per contra, Tenorio d'Alburquerque afirma que va ser iniciat el 15 de gener de 1847 la lògia del Ritu Nacional Mexicà "Independència" Nº2, a la ciutat de Mèxic, dies abans de partir a la ciutat d'Oaxaca on prendria possessió de la governatura de l'Estat del mateix nom. La veritat és que aconseguiria el més alt grau en el Rito Nacional Mexicano.